# كرايغ بوتر
كرايغ بوتر (بالإنجليزية: Craig Potter)‏ (18 سبتمبر 1984 في المملكة المتحدة - ) هو لاعب كرة قدم بريطاني في مركز الدفاع. لعب مع نادي دمبرتون ونادي كلايد وHartwick Hawks men's soccer ‏ وأردريونيانز وDalry Thistle F.C. ‏ وجلينفتون أثلتيك ‏ ونادي آير يونايتد.

## وصلات خارجية
- كرايغ بوتر على موقع قاعدة بيانات كرة القدم.إي يو (الإنجليزية)
- كرايغ بوتر على موقع Soccerbase.com (لاعب) (الإنجليزية)